# Vadim Popov
Vadim Popov (ur. 12 marca 1964) – australijski zapaśnik walczący w stylu wolnym. Zajął 26. miejsce na mistrzostwach świata w 1997. Złoty medalista mistrzostw Oceanii w 1998 roku.